# 平井琴望
平井 琴望（ひらい ことみ、1992年〈平成4年〉9月15日 - ）は、日本の舞台女優、ダンサー。mouzu所属。
元チアリーダー、第47回（2015年度）ミス日本ファイナリスト（東日本地区代表）の平井絢野は姉。

## 出演

### 舞台
- ロミオ&ジュリエット（2017年 / 2019年 / 2021年）[2][5][6]
- Pretty Guardian Sailor Moon The Super Live（2018年8月31日 - 9月9日、AiiA 2.5 Theater Tokyo / 11月3日 - 4日、パレ・デ・コングレ・ド・パリ） - 火野レイ（セーラーマーズ） 役[5][7][8]
- R&J（2019年6月14日 - 23日、日本青年館ホール / 7月4日 - 7日、森ノ宮ピロティホール）[5][9]
- ウエスト・サイド・ストーリーSeason2（2020年2月1日 - 3月10日、IHIステージアラウンド東京） - グラッツィエーラ 役[5][10]
- 死神遣いの事件帖-鎮魂侠曲-（2020年7月23日 - 8月2日、サンシャイン劇場 / 8月5日 - 9日、梅田芸術劇場 / 8月13日 - 福岡サンパレス / 8月15日 - 上野学園ホール）[5][11]
- NINE（2020年11月12日 - 29日、TBS赤坂ACTシアター / 12月5日 - 13日、梅田芸術劇場）[5][12]
- MEIJIZA 150th Anniversary Special Concert The Dream Co-Star（2022年9月9日 - 15日、明治座）[13]
- まほろばかなた - すみ子 役（2022年10月28日 - 11月6日、天王洲 銀河劇場）[14]
- マヌエラ（2023年1月15日 - 23日、東京建物 Brillia HALL / 28日 - 29日、森ノ宮ピロティホール / 31日、北九州芸術劇場）[2][15]
- 古川雄大 The Greatest Concert vol.2 -A Musical Journey-（2023年2月17日 - 26日、日本青年館ホール）[16]
- ムーラン・ルージュ！ザ・ミュージカル（2023年6月24日 - 8月31日、帝国劇場 / 2024年夏、帝国劇場 / 秋、梅田芸術劇場）[2][17]
- 『ヒプノシスマイク -Division Rap Battle-』Rule the Stage -Ideal and Reality-（2025年9月4日 - 23日〈予定〉、品川プリンスホテル クラブeX）[18]
- 『ヒプノシスマイク -Division Rap Battle-』Rule the Stage《Hypnosis Delight Fes.》（2025年10月25日・26日〈予定〉、Kanadevia Hall）[19]